# Cargill Gilston Knott
Cargill Gilston Knott   (Penicuik, 30 de juny de 1856 - Edimburg, 26 d'octubre de 1922) va ser un matemàtic i físic escocès, que va fer treballs importants en geofísica i sismologia.

## Vida i Obra
Knott va fer els estudis secundaris al institut d'Arbroath (consell d'Angus) i va començar els estudis universitaris el 1872 a la universitat d'Edimburg, on va caure sota la influència de Peter Guthrie Tait. Després de graduar-se el 1876, va treballar com assistent de recerca en el laboratori del propi Tait. Durant aquests anys de laboratori va investigar la relació de la calor amb l'electricitat i el magnetisme.
A començaments dels anys 80's, va participar en el moviment renovador de l'ensenyament de les matemàtiques a secundària, juntament amb George Chrystal, i que va cristal·litzar amb la fundació de la Edinburgh Mathematical Society. El 1883, per una recomanació de William Thomson (Lord Kelvin), va acceptar un càrrec de professor de física i enginyeria a la universitat de Tòquio on va romandre fins al 1891. Allà va exercir notable influència sobre una generació de joves físics japonesos. En aquest temps al Japó, va continuar i promoure entre els seus estudiants els estudis sobre geomagnetisme i magnetostricció, i començant a desenvolupar instruments per la mesura dels moviments sísmics.
El 1891, en retornar a Escòcia, va ser professor de física a la universitat d'Edimburg i va continuar l'estudi de les ones sísmiques, aportant nous conceptes com el dels harmònics o el de la coherència de les ones sísmiques reflectides.
Des de 1880 va ser un membre molt actiu de la Royal Society of Edinburgh de la qual va ser secretari general (1912-1922). També va ser molt actiu com a membre, a més de cofundador, de la Edinburgh Mathematical Society de la qual va ser secretari i tresorer des de la seva fundació i president en dos períodes: 1893-94 i 1918-1919.